# Bündner Kalender

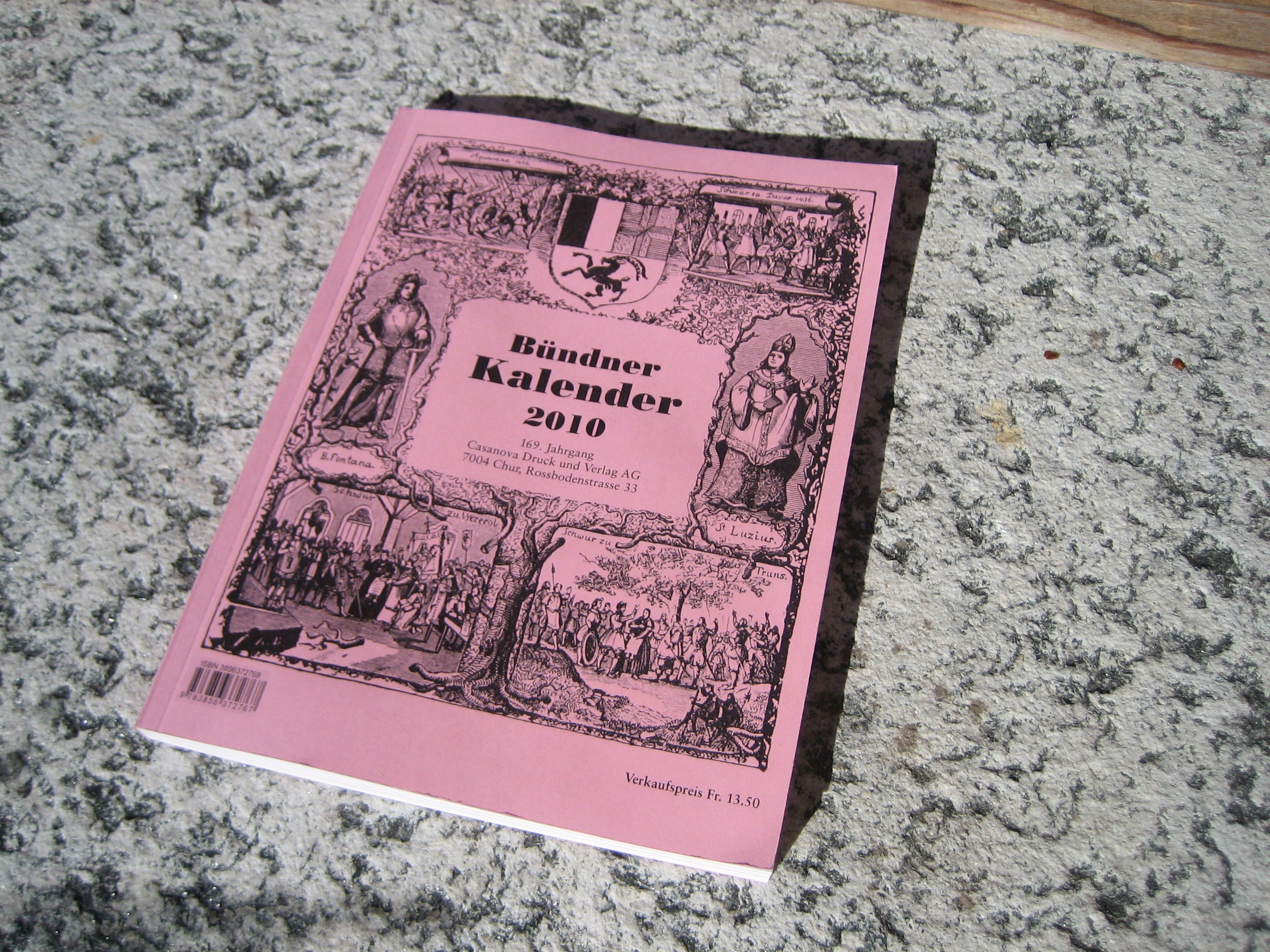
Bündner Kalender 2010

Der Bündner Kalender erscheint seit 1841 und hat seither sein Erscheinungsbild und das Format von 15,5 × 20,5 Zentimeter kaum verändert. Er behandelt Themen aus dem heutigen Kanton Graubünden und dem ehemaligen Freistaat der Drei Bünde.
Der Bündner Kalender ist eine der vorrangigen Quellen für die rätische Volkskunde und Themen aus dem alpinen Kulturraum.
Er umfasst jeweils ein Kalendarium, historische Bauernregeln, die Mondphasen, die Wetterchronik des vergangenen Jahres, Biographien Bündner Persönlichkeiten und ein vollständiges Behördenverzeichnis.
Die rätoromanische Sprache ist mit einigen Artikeln in jedem Bündner Kalender vertreten. Das Engadin kennt neben dem Bündner Kalender eine eigensprachige Tradition, den Chalender Ladin.
Der Bündner Kalender wird ediert im Casanova Verlag in Chur mit einer Neuausrichtung ab 2018. Nach dem Verkauf des Bereiches Druckerei 2016 und der Umbenennung in Desertina Verlag und Logistik AG erfolgte anfangs 2018 eine Erweiterung des Verlags-Geschäftsbereiches. Neu organisiert wurde im Zusammenhang mit Lehrmittel Graubünden der Bereich Ausstellung, der im Medienhaus der Somedia AG an der Sommeraustrasse in Chur domiziliert ist. Die Lagerung und Auslieferung der Lehrmittel betreut seitdem der Bündner Buchvertrieb als Abteilung der Desertina Verlag und Logistik AG.  Die Autoren des Bündner Kalenders sind zumeist Dozenten, Lehrer, Historiker und Publizisten, aber auch kulturgeschichtlich interessierte Laien. Sie arbeiten meist auf Honorarbasis freiwillig an der Gestaltung des Volkskalenders.